# Мозжухін Анатолій Олександрович
Анатолій Олександрович Мозжухін (8 травня 1938, Київ — 6 червня 2023, Київ) — російськомовний поет, письменник-публіцист і філософ, громадський діяч, вчений-практик, автор розробок для багатьох галузей машинобудування, атомної енергетики і металургії, академік Академії інженерних наук України.
14 січня 2017 року як наступник Л. Вишеславського і Ю. Каплана був обраний Головою земної кулі.
Помер 6 червня 2023 року вдома, у своїй квартирі, після інсульту, перенесеного в квітні 2023 року, в останні три дні перед смертю не приходячи до тями. Похований на Берковецькому кладовищі в Києві.

## Біографія
Народився 8 травня 1938 року в Києві. Виріс без батька, виховувався матір'ю. З дитячих років захоплювався плаванням, у школі — фізикою, хімією й геометрією. Навчався в Горьковському інституті інженерів водного транспорту й Київському політехнічному інституті.

### Науково-практична діяльність
Працював в Інституті електрозварювання імені Євгена Патона Національної академиї наук України інженером-конструктором, начальником відділу (з 1986) і головним конструктором інженерного центру (з 1989). Створив широкий спектр зварювального й суміжного промислового обладнання. Багато розробок одержували золоті медалі міжнародних промислових виставок, були використані в проектах фірм Fiat та Renault і впроваджені на підприємствах СРСР і зарубіжжя. Винаходи А. Мозжухіна представлені більш ніж в 200 науково-технічних публікаціях, у трьох книгах, в 110 патентах на винаходи, у тому числі в 38 патентах Англії, Італії, США, Франції, ФРН, Швеції і Японії. Вніс вклад у теорію рішення винахідницьких задач
Має звання академіка Академії інженерних наук України, Заслуженого машинобудівника України (Указ президента України) і нагороди Національної Академії наук України.

### Громадська діяльність
А. Мозжухін — один з перших спортсменів-підводників України (з 1955). Першорозрядник та інструктор підводного спорту. Брав участь у становленні й розвитку цього виду спорту. Створив в Інституті ім. Патона найбільшу в Україні (150 чоловік) секцію плавання й підводного спорту. Одночасно вона готувала кадри для підводного зварювання. Сприяв створенню клубів спортсменів-підводників й Українського суспільства «Океанія».
Захоплювався аматорським кіномистецтвом. Організував першу в Академії наук України аматорську кіностудію (1961). Брав участь у Першому установчому з'їзді кінематографістів України (1963) як автор кінофільмів, відзначених 1— 3 місцями на Українських й Всесоюзних (СРСР) конкурсах аматорських фільмів.
Громадська діяльність А. Мозжухіна поширюється також на сучасний літературний процес. За внесок у популяризацію ідей В. Хлєбникова, першого Голови земної кулі, Леонід Вишеславський у 2001 році удостоїв Анатолія Мозжухіна звання «Перший Прапороносець Голів земної кулі». 14 січня 2017 року, на фестивалі 5-го Міжнародного літературно-музичного конкурсу «Зірка Різдва» у Запоріжжі, був обраний Головою земної кулі.
Останні роки життя, з 2014 по 2022, присвятив створенню Міжнародного товариства Голів Земної кулі (МТГЗШ), іменуючи Головами Земної кулі (ГЗК) та Прапороносцями Голів Земної кулі літераторів, що живуть у різних країнах світу.
Голови за ланцюжком Хлєбніков - Петніков - Вишеславський - Каплан - Мозжухін:
— Світлана Іванівна Скорик, 6-й ГЗК (з 28 травня 2017 року);
— Calogero la Vecchia (Італія) (з 2022 року);
— Цотадзе (Анастасіаді) Ірина Костянтинівна (Греція) (з 2022 року);
— Федоров (Нікоф) Олег Миколайович (Київ, Україна) (з 2022 року);
— Равченко Ольга Іванівна (Білорусь) (з 2022 року);
— Спектор Володимир Давидович (Німеччина) (з 2022 року);
— Юрченко Анатолій Петрович (Україна) (з 2022 року);
— Перченко Михайло Абрамович (Мюнхен, Німеччина) (з 2022 року);
— Морозова-Шимада Наталія Олександрівна (Токіо, Японія) (з 2022 року).
Прапороносці Голів земної кулі:
- Ковальський Юрій Владиславович (Київ);
- Стус Дмитро Васильович (Київ);
- Федоров Олег Миколайович (Олег Нікоф) (Київ) (навесні 2022 року удостоєний Анатолієм Мозжухіним звання ГЗК);
- Борозенців Леонід Леонідович (Вінниця);
- Скорик Світлана Іванівна (Запоріжжя) (навесні 2017 року удостоєна Анатолієм Мозжухіним звання 6-го ГЗК);
- Басиров Валерій Магафурович (Сімферополь);
- Спектор Володимир Давидович (Луганськ) (навесні 2022 року удостоєний Анатолієм Мозжухіним звання ГЗК);
- Матвєєва Любов Володимирівна (Балаклава);
- Масалов Анатолій Кирилович (Алупка);
- Потапова Алла В'ячеславівна (Київ);
- Гордієнко Тамара Митрофанівна (Севастополь);
- Заїченко Віталій Гаврилович (Ізраїль);
- Юрченко Анатолій Петрович (Кіровоградська область) (навесні 2022 року удостоєний Анатолієм Мозжухіним звання ГЗК);
- Равченко Ольга Іванівна (Білорусь) (навесні 2022 року удостоєна Анатолієм Мозжухіним звання ГЗК);
- Морозова-Мавроді Наталія Володимирівна (Луганськ);
- Нечипорук Іван Іванович (Горлівка);
- Маслов Володимир Володимирович (Мукачево);
- Дяченко-Ширшова Марина Юріївна;
- Дяченко Сергій Сергійович (обидва — США, Каліфорнія);
- Перченко Михайло Абрамович (Мюнхен) (восени 2022 удостоєний Анатолієм Мозжухіним звання ГЗК);
- Смолдирєв В'ячеслав Валерійович (Київ);
- Прилуцька Ольга Володимирівна;
- Морозов Олександр Іванович;
- Морозова-Шимада Наталія Олександрівна (Токіо, Японія) (восени 2022 року удостоєна Анатолієм Мозжухіним звання ГЗК).

### Літературна діяльність
Автор більше 300 журнальних і газетних публікацій з питань науки й соціальній проблематиці. Пропагував ідеї суспільства Голів Земної Кулі. Писав вірші. Дружив з поетами Леонідом Вишеславським, Головою земної кулі, і його спадкоємцем Юрієм Капланом. Публікувався в періодиці, збірниках, альманахах, антологіях. Автор 15 книг, у тому числі філолофсько-публіцистичної монографії «Власть» (під псевдонімом Аналдр, 1999, 2000, 2004), збірників віршів, книг публіцистики. Двічі лауреат Всеукраїнського літературного конкурсу «Русло», міжнародного конкурсу «Пристань менестрелів», літературно-музичного конкурсу «Зірка Різдва», лауреат літературних премій «Планета поета» ім. Леоніда Вишеславського, ім. Володимира Даля, «Под небом рязанским», «Созвездие Духовности» та інших. Член творчих письменницьких союзів.

### Родина
Дружина — Тетяна Анатоліївна Фадєєва-Мозжухіна
Син — Володимир Анатолійович Мозжухін
Дочка — Ніна Анатоліївна Резніченко (Мозжухіна)
Онучки — Анфіса й Мілена

## Публікації

### Книги віршів
- «Друзьям» (первый поэтический сборник) (1994)
- «Забытые слова» (1998)
- «Стриптиз» (1998)
- «Тая в улыбке грусть» (2001, 2003)
- «Солнцу тоже снятся сны» (2004)
- «Дуга. К 100-летию Бориса Евгеньевича Патона. Стихи и очерки». (Золотая серия «Писатель в интернет-пространстве»). Киев, 2018. ISBN 978-617-7494-34-7

### Історико-публіцистичні й філософські
- «Власть» (под псевдонимом Аналдр) (1999, 2000, 2004)
- «Третий закон Аналдра» (2000)
- «Тайна Библии» (2000)
- «Велемир Хлебников, первый Председатель земного шара» (2001)
- «Религия человечества третьего тысячелетия» (2001)
- «Крылья поэта» (2004)
- «Под знаменем Председателя земного шара» (2014), ISBN 978-966-2441-39-0
- «Столетие легенды» (2016), ISBN 978-617-7380-45-9
- «От «грядущего хама» к Человеку будущего» (2017), ISBN 978-617-7380-65-7
- «Велемир Хлебников: тайна псевдонима». — К.: Друкарский двор О. Федорова, 2018, ISBN 978-617-7583-39-3

### Антології й збірки
- «ХХ век, запомни нас такими…» (2003), ISBN 966-522-043-8;
- «Киев. Русская поэзия. ХХ век» (2003, 2004), ISBN 966-7082-17-2;
- «Юрьев день», выпуск 3 (2004); «Юрьев день», выпуск 5 (2007), ISBN 966-7082-03-2;
- «Украина. Русская поэзия. ХХ век» (2007, 2008), ISBN 966-7082-19-9;
- «Дни славянской письменности» (2007);
- «Русский язык в моей жизни» (2008), ISBN 966-2983-00-7;
- «Звезда Рождества  IV» (2016), ISBN 978-966-921-098-2;
- «Звезда Рождества  V» (2017);
- «Под небом рязанским», выпуск 11-13 (2016), ISBN 978-5-902405-29-X;
- Журнал «Ренессанс», № 3 (2020);
- Журнал «Ренессанс», № 4 (2020).

Має також численні науково-технічні й наукові публікації у виданнях  Інституту електрозварювання імені Євгена Патона Національної академії наук України.

## Нагороди
- Медаль «У пам'ять 1500-річчя Києва» (1982)
- Медаль «Ветеран праці» (1985)
- Медаль Національної Академії наук України «За професійні досягнення» (2008)
- Медаль Національної Академії наук України «За наукові досягнення» (2011)
- Почесне звання «Заслужений машинобудівник України»[9]
- Почесна грамота виконкому Київської міської ради депутатів трудящих (2009)
- Медаль Президії Європейського форуму миру «Миротворець слов'янського миру» (2015)